# Copa Rommel Fernández 2016-17
La Copa Rommel Fernández Más Móvil 2016-2017 es el comienzo de la temporada 2016-17 de la tercera división de Panamá. El formato en el que se basa este torneo son tres (3) grupos dividos por Zonas. Se diven así Zona 1 conformada por Panamá, Darién, San Miguelito, Colón, Panamá Oeste. Zona 2 Coclé, Herrera, Los Santos, Veraguas. Zona 3 Chiriqui, Chiriqui Occidente, Bocas del Toro.
Este torneo arrancó el Domingo 11 de diciembre de 2016 y el ganador esta por definirse.

## Fase de grupos

### Zona 1
|     | Equipos                 |  | PJ | G | E | P | GF | GC | Dif. | Pts. |
| --- | ----------------------- |  | -- | - | - | - | -- | -- | ---- | ---- |
| 1.  | UDELAS FC               |  | 1  | 1 | 0 | 0 | 7  | 1  | +6   | 3    |
| 2.  | Platense FC             |  | 1  | 1 | 0 | 0 | 5  | 2  | +3   | 3    |
| 3.  | San Martín FC           |  | 1  | 1 | 0 | 0 | 5  | 2  | +3   | 3    |
| 4.  | Bagoso FC               |  | 1  | 1 | 0 | 0 | 2  | 0  | +2   | 3    |
| 5.  | Deportivo Cativá        |  | 1  | 1 | 0 | 0 | 1  | 0  | +1   | 3    |
| 6.  | Independiente Darién FC |  | 1  | 0 | 0 | 1 | 0  | 1  | -1   | 0    |
| 7.  | CD Nuevo Chorrillo      |  | 1  | 0 | 0 | 1 | 0  | 2  | -2   | 0    |
| 8.  | Atl. Cangrejero FC      |  | 1  | 0 | 0 | 1 | 2  | 5  | -3   | 0    |
| 9.  | Deportivo Júnior        |  | 1  | 0 | 0 | 1 | 2  | 5  | -3   | 0    |
| 10. | IPT Unidrucia FC        |  | 1  | 0 | 0 | 1 | 1  | 6  | -6   | 0    |

- Datos: Q108265373